# Час дьявола
«Час дьявола» (англ. The Devil's Hour) — британский телесериал в жанре триллера. Главные роли исполняют Джессика Рэйн, Питер Капальди и Никеш Патель. Премьера первого сезона телесериала состоялась на сервисе Amazon Prime Video 28 октября 2022 года. В ноябре было официально подтверждено, что сериал продлён на второй и третий сезоны. Второй сезон вышел 18 октября 2024 года.

## Сюжет
Каждую ночь Люси Чемберс просыпается ровно в 3:33, в промежуток так называемого «дьявольского часа» между 3 и 4 часами утра. У неё есть восьмилетний сын, который замкнут в себе и лишён эмоций. Её мать разговаривает с пустыми стульями. Её дом преследуют отголоски жизни, которая ей не принадлежит. Когда имя Люси необъяснимым образом оказывается связано с серией жестоких убийств, она наконец начинает находить ответы, ускользавшие от неё на протяжении всех этих лет.

## В ролях
- Джессика Рэйн — Люси Чемберс
- Питер Капальди — Гидеон Шепард
- Никеш Патель — детектив Рави Диллон
- Алекс Фернс — детектив Ник Холнесс
- Мира Сайал — доктор Руби Беннетт
- Барбара Мартен — Сильвия Чемберс
- Фил Данстер — Майк Стивенс
- Бенджамин Чиверс — Айзек Стивенс
- Саффрон Хокинг — Сэм Бойд
- Томас Доминик — Ли Уоррен
- Рианнон Харпер-Рафферти — Дэбби Уоррен

## Список серий
| Сезон | Серии | Серии | Даты показа     | Даты показа     |
| ----- | ----- | ----- | --------------- | --------------- |
| 1     | 6     | 6     | 28 октября 2022 | 28 октября 2022 |
| 2     | 5     | 5     | 18 октября 2024 | 18 октября 2024 |

### Сезон 1 (2022)
| № | Название                                                                   | Режиссёр     | Автор сценария | Дата премьеры   |
| - | -------------------------------------------------------------------------- | ------------ | -------------- | --------------- |
| 1 | «3.33» «3.33»                                                              | Джонни Аллан | Том Моран      | 28 октября 2022 |
| 2 | «Плюшевый кролик» «The Velveteen Rabbit»                                   | Джонни Аллан | Том Моран      | 28 октября 2022 |
| 3 | «Чайковский» «Tchaikovsky»                                                 | Джонни Аллан | Том Моран      | 28 октября 2022 |
| 4 | «После бури» «After the Storm»                                             | Изабелль Зиб | Том Моран      | 28 октября 2022 |
| 5 | «Половинка себя, которую мы потеряли» «The Half of Ourselves We Have Lost» | Изабелль Зиб | Том Моран      | 28 октября 2022 |
| 6 | «Любовь к судьбе» «Amor Fati»                                              | Джонни Аллан | Том Моран      | 28 октября 2022 |

### Сезон 2 (2024)
| № | Название                                                    | Режиссёр         | Автор сценария | Дата премьеры   |
| - | ----------------------------------------------------------- | ---------------- | -------------- | --------------- |
| 1 | «Детектив Чемберс» «DI Chambers»                            | Джонни Аллан     | Том Моран      | 18 октября 2024 |
| 2 | «Красные линии» «Red Lines»                                 | Джонни Аллан     | Том Моран      | 18 октября 2024 |
| 3 | «То, что начинается с буквы Д» «Something Beginning With D» | Шон Джеймс Грант | Том Моран      | 18 октября 2024 |
| 4 | «Далеко» «Far Away»                                         | Шон Джеймс Грант | Том Моран      | 18 октября 2024 |
| 5 | «Рождение трагедии» «Birth of a Tragedy»                    | Джонни Аллан     | Том Моран      | 18 октября 2024 |

## Производство
О разработке телесериала по оригинальному сценарию Тома Морана стало известно в декабре 2019 года. Исполнительными продюсерами помимо самого Морана выступают Стивен Моффат и Сью Верчью. В марте 2021 года было официально подтверждено, что компания Amazon заказала сезон, состоящий из 6 серий, которые выйдут эксклюзивно на сервисе Amazon Prime Video.
В июне 2021 года было объявлено, что на главные роли в проекте были выбраны Джессика Рэйн и Питер Капальди. Героиня Рэйн — мать-одиночка Люси Чемберс, которой снятся ужасные видения, тогда как Капальди играет затворника Гидеона, одержимого манией убийств. Он становится главным подозреваемым полицейского расследования, которое возглавляет детектив Рави Диллон в исполнении Никеша Пателя. Также в актёрском составе задействованы Мира Сайал, Алекс Фернс, Фил Данстер, Барбара Мартен, Томас Доминик, Рианнон Харпер-Рафферти, Джон Аластер, Сандра Хаггетт и Бенджамин Чиверс.
Съёмочный процесс первого сезона сериала начался в июне 2021 года в Лондоне и Фарнборо. Часть съёмок также проходила в городе Писхейвен в Восточном Суссексе. Съёмки продлились пять месяцев, завершившись в ноябре 2021 года.
Съёмки второго сезона стартовали в феврале 2023 года. Было подтверждено, что к актёрскому составу второго сезона присоединилась Саффрон Хокинг, которая сыграет роль сержанта Сэм Бойд. Съёмки сезона завершились в июне 2023 года.
Третий сезон сериала снимался с февраля по июнь 2024 года. Съёмки проходили в студии Шеппертон, графствах Хэмпшир, Суррей и Дартмур.

## Показ
Премьера всех шести серий первого сезона состоялась 28 октября 2022 года на стриминговом сервисе Amazon Prime Video. Второй сезон, состоящий из пяти серий, вышел 18 октября 2024 года.